# Copa Sul-Americana de 2013
A Copa Sul-Americana de 2013, denominado oficialmente Copa Total Sul-Americana de 2013, foi a 12.ª edição do torneio de futebol realizado no segundo semestre de cada ano pela Confederação Sul-Americana de Futebol (CONMEBOL). Equipes das dez associações sul-americanas participaram do torneio.
Assim como na edição anterior, uma final inédita foi disputada entre a equipe argentina do Lanús e a brasileira Ponte Preta. No primeiro jogo, em São Paulo, as equipes empataram por 1–1. No jogo da volta, em Lanús, o time da casa venceu por 2–0 e conquistou o título pela primeira vez.
O campeão conquistou a vaga para disputar a Copa Libertadores da América de 2014 e também a Recopa Sul-Americana de 2014 contra o Atlético Mineiro, campeão da Copa Libertadores da América de 2013, além de participar da Copa Suruga Bank do ano seguinte, contra o Kashiwa Reysol, campeão da Copa da Liga Japonesa de 2013.

## Equipes classificadas
| País                               | Equipe                  | Classificação |
| ---------------------------------- | ----------------------- | --- |
| Argentina · (6 vagas)              | Vélez Sarsfield         | Campeão da Primeira Divisão de 2012–13                                                                                   |
| Argentina · (6 vagas)              | Lanús                   | Melhor pontuação entre os não finalistas da Primeira Divisão de 2012–13                                                  |
| Argentina · (6 vagas)              | River Plate             | 2ª melhor pontuação entre os não finalistas da Primeira Divisão de 2012–13                                               |
| Argentina · (6 vagas)              | Racing                  | 3ª melhor pontuação entre os não finalistas da Primeira Divisão de 2012–13                                               |
| Argentina · (6 vagas)              | Belgrano                | 4ª melhor pontuação entre os não finalistas da Primeira Divisão de 2012–13                                               |
| Argentina · (6 vagas)              | San Lorenzo             | 5ª melhor pontuação entre os não finalistas da Primeira Divisão de 2012–13                                               |
| Bolívia · (4 vagas)                | Oriente Petrolero       | Perdedor da partida entre os terceiros colocados nos torneios Clausura e Apertura 2012                                   |
| Bolívia · (4 vagas)                | The Strongest           | Campeão dos torneios Clausura e Apertura de 2012                                                                         |
| Bolívia · (4 vagas)                | Blooming                | 4º colocado no Torneio Apertura de 2012                                                                                  |
| Bolívia · (4 vagas)                | Real Potosí             | 5º colocado no Torneio Apertura de 2012                                                                                  |
| Brasil · (8 vagas + atual campeão) | São Paulo               | Campeão da Copa Sul-Americana de 2012                                                                                    |
| Brasil · (8 vagas + atual campeão) | Náutico                 | Eliminado antes da quarta fase da Copa do Brasil de 2013 com a melhor campanha no Campeonato Brasileiro de 2012          |
| Brasil · (8 vagas + atual campeão) | Coritiba                | Eliminado antes da quarta fase da Copa do Brasil de 2013 com a segunda melhor campanha no Campeonato Brasileiro de 2012  |
| Brasil · (8 vagas + atual campeão) | Ponte Preta             | Eliminado antes da quarta fase da Copa do Brasil de 2013 com a terceira melhor campanha no Campeonato Brasileiro de 2012 |
| Brasil · (8 vagas + atual campeão) | Bahia                   | Eliminado antes da quarta fase da Copa do Brasil de 2013 com a quarta melhor campanha no Campeonato Brasileiro de 2012   |
| Brasil · (8 vagas + atual campeão) | Portuguesa              | Eliminado antes da quarta fase da Copa do Brasil de 2013 com a quinta melhor campanha no Campeonato Brasileiro de 2012   |
| Brasil · (8 vagas + atual campeão) | Criciúma                | Eliminado antes da quarta fase da Copa do Brasil de 2013 com a sexta melhor campanha no Campeonato Brasileiro de 2012    |
| Brasil · (8 vagas + atual campeão) | Vitória                 | Eliminado antes da quarta fase da Copa do Brasil de 2013 com a sétima melhor campanha no Campeonato Brasileiro de 2012   |
| Brasil · (8 vagas + atual campeão) | Sport                   | Eliminado antes da quarta fase da Copa do Brasil de 2013 com a oitava melhor campanha no Campeonato Brasileiro de 2012   |
| Chile · (4 vagas)                  | Universidad de Chile    | Campeão da Copa Chile 2012–2013                                                                                          |
| Chile · (4 vagas)                  | Colo-Colo               | Melhor colocado na fase regular do Torneio Clausura de 2012                                                              |
| Chile · (4 vagas)                  | Universidad Católica    | Vice-campeão do Torneo Transición 2013                                                                                   |
| Chile · (4 vagas)                  | Cobreloa                | 3º colocado no Torneo Transición 2013                                                                                    |
| Colômbia · (4 vagas)               | Atlético Nacional       | Campeão da Copa Colômbia de 2012                                                                                         |
| Colômbia · (4 vagas)               | La Equidad              | 2ª melhor pontuação entre os não campeões da temporada 2012                                                              |
| Colômbia · (4 vagas)               | Deportivo Pasto         | 3ª melhor pontuação os não campeões da temporada 2012                                                                    |
| Colômbia · (4 vagas)               | Águilas Doradas         | 4ª melhor pontuação os não campeões da temporada 2012                                                                    |
| Equador · (4 vagas)                | Barcelona de Guayaquil  | Campeão do Campeonato Equatoriano de 2012                                                                                |
| Equador · (4 vagas)                | Emelec                  | Vice-campeão do Campeonato Equatoriano de 2012                                                                           |
| Equador · (4 vagas)                | LDU Loja                | 4º colocado do Campeonato Equatoriano de 2012                                                                            |
| Equador · (4 vagas)                | Independiente del Valle | 5º colocado do Campeonato Equatoriano de 2012                                                                            |
| Paraguai · (4 vagas)               | Libertad                | Campeão do Torneio Clausura de 2012                                                                                      |
| Paraguai · (4 vagas)               | Cerro Porteño           | Campeão do Torneio Apertura de 2012                                                                                      |
| Paraguai · (4 vagas)               | Nacional                | 2ª melhor pontuação entre os não campeões da temporada 2012                                                              |
| Paraguai · (4 vagas)               | Guaraní                 | 3ª melhor pontuação entre os não campeões da temporada 2012                                                              |
| Peru · (4 vagas)                   | Juan Aurich             | 2ª melhor pontuação entre os não finalistas do Campeonato Descentralizado de 2012                                        |
| Peru · (4 vagas)                   | Melgar                  | 3ª melhor pontuação entre os não finalistas do Campeonato Descentralizado de 2012                                        |
| Peru · (4 vagas)                   | Sport Huancayo          | 4ª melhor pontuação entre os não finalistas do Campeonato Descentralizado de 2012                                        |
| Peru · (4 vagas)                   | Inti Gas                | 5ª melhor pontuação entre os não finalistas do Campeonato Descentralizado de 2012                                        |
| Uruguai · (4 vagas)                | Peñarol                 | Campeão do Campeonato Uruguaio de 2012–2013                                                                              |
| Uruguai · (4 vagas)                | River Plate             | Melhor pontuação no Campeonato Uruguaio de 2012–2013 não qualificado para a Libertadores 2014                            |
| Uruguai · (4 vagas)                | El Tanque Sisley        | 2ª melhor pontuação no Campeonato Uruguaio de 2012–2013 não qualificado para a Libertadores 2014                         |
| Uruguai · (4 vagas)                | Montevideo Wanderers    | 3ª melhor pontuação no Campeonato Uruguaio de 2012–2013 não qualificado para a Libertadores 2014                         |
| Venezuela · (4 vagas)              | Deportivo Anzoátegui    | Campeão da Copa Venezuela de 2012                                                                                        |
| Venezuela · (4 vagas)              | Deportivo Lara          | 2ª melhor pontuação entre os não finalistas do Campeonato Venezuelano de 2012–2013                                       |
| Venezuela · (4 vagas)              | Trujillanos             | Vencedor da Serie Sudamericana do Campeonato Venezuelano de 2012–2013 com melhor pontuação                               |
| Venezuela · (4 vagas)              | Mineros de Guayana      | Vencedor da Serie Sudamericana do Campeonato Venezuelano de 2012–2013 com pior pontuação                                 |

## Sorteio
O sorteio que determinou os cruzamentos da competição foi realizado em 3 de julho de 2013, em Buenos Aires. Até a data, todos os clubes classificados eram conhecidos, a exceção de seis clubes brasileiros.

## Primeira fase
A primeira fase foi disputada entre os dias 30 de julho e 8 de agosto, por 32 equipes classificadas de oito das dez federações sul-americanas (exceto as equipes da Argentina e Brasil) divididas em dezesseis chaves. Como na edição anterior, a primeira fase foi dividida em duas zonas: Norte e Sul. A zona Norte era composta por times da Colômbia, Equador, Peru e Venezuela, e a Sul por times da Bolívia, Chile, Paraguai e Uruguai.

### Zona Sul
| Chave | Equipe 1             | Total    | Equipe 2             | Ida | Volta |
| ----- | -------------------- | -------- | -------------------- | --- | ----- |
| G1    | Montevideo Wanderers | 1–2      | Libertad             | 1–2 | 0–0   |
| G2    | Cobreloa             | 2–0      | Peñarol              | 0–0 | 2–0   |
| G3    | Real Potosí          | 3–6      | Universidad de Chile | 3–1 | 0–5   |
| G4    | Guaraní              | 4–1      | Oriente Petrolero    | 0–0 | 4–1   |
| G5    | El Tanque Sisley     | 0–3      | Colo-Colo            | 0–1 | 0–2   |
| G6    | Blooming             | 0–5      | River Plate          | 0–1 | 0–4   |
| G7    | Universidad Católica | 2–1      | Cerro Porteño        | 1–1 | 1–0   |
| G8    | Nacional             | 1–1 (gf) | The Strongest        | 0–0 | 1–1   |

### Zona Norte
| Chave | Equipe 1                | Total | Equipe 2               | Ida | Volta |
| ----- | ----------------------- | ----- | ---------------------- | --- | ----- |
| G9    | Inti Gas                | 0–5   | Atlético Nacional      | 0–1 | 0–4   |
| G10   | Mineros de Guayana      | 4–2   | Barcelona de Guayaquil | 2–2 | 2–0   |
| G11   | Independiente del Valle | 2–0   | Deportivo Anzoátegui   | 0–0 | 2–0   |
| G12   | Águilas Doradas         | 6–2   | Juan Aurich            | 3–0 | 3–2   |
| G13   | Sport Huancayo          | 1–7   | Emelec                 | 1–3 | 0–4   |
| G14   | Deportivo Pasto         | 3–2   | Melgar                 | 3–0 | 0–2   |
| G15   | Trujillanos             | 0–1   | La Equidad             | 0–1 | 0–0   |
| G16   | LDU Loja                | 3–1   | Deportivo Lara         | 2–0 | 1–1   |

## Segunda fase
A segunda fase será disputada pelas equipes da Argentina e do Brasil e os dezesseis que avançarem da primeira fase. São dezesseis chaves com partidas de ida e volta entre os dias 13 de agosto e 5 de setembro, sendo que o São Paulo avança diretamente às oitavas-de-final por ser o campeão do ano anterior.
| Chave | Equipe 1                                               | Total                                                  | Equipe 2                                               | Ida                                                    | Volta                                                  |
| ----- | ------------------------------------------------------ | ------------------------------------------------------ | ------------------------------------------------------ | ------------------------------------------------------ | ------------------------------------------------------ |
| O1    | Universidad Católica                                   | 7–2                                                    | Emelec                                                 | 4–0                                                    | 3–2                                                    |
| O2    | San Lorenzo                                            | 0–1                                                    | River Plate                                            | 0–1                                                    | 0–0                                                    |
| O3    | Deportivo Pasto                                        | 3–0                                                    | Colo-Colo                                              | 1–0                                                    | 2–0                                                    |
| O4    | Sport                                                  | 2–2 (3–1 p)                                            | Náutico                                                | 2–0                                                    | 0–2                                                    |
| O5    | Águilas Doradas                                        | 1–0                                                    | River Plate                                            | 1–0                                                    | 0–0                                                    |
| O6    | Belgrano                                               | 1–2                                                    | Vélez Sarsfield                                        | 1–0                                                    | 0–2                                                    |
| O7    | Universidad de Chile                                   | 4–2                                                    | Independiente del Valle                                | 1–1                                                    | 3–1                                                    |
| O8    | Portuguesa                                             | 1–2                                                    | Bahia                                                  | 1–2                                                    | 0–0                                                    |
| O9    | Guaraní                                                | 0–2                                                    | Atlético Nacional                                      | 0–2                                                    | 0–0                                                    |
| O10   | Racing                                                 | 1–4                                                    | Lanús                                                  | 1–2                                                    | 0–2                                                    |
| O11   | La Equidad                                             | 1–1 (gf)                                               | Cobreloa                                               | 0–0                                                    | 1–1                                                    |
| O12   | Vitória                                                | 1–1 (3–4 p)                                            | Coritiba                                               | 1–0                                                    | 0–1                                                    |
| O13   | Libertad                                               | 4–1                                                    | Mineros de Guayana                                     | 2–0                                                    | 2–1                                                    |
| O14   | Criciúma                                               | 1–2                                                    | Ponte Preta                                            | 1–2                                                    | 0–0                                                    |
| O15   | LDU Loja                                               | 1–0                                                    | Nacional                                               | 0–0                                                    | 1–0                                                    |
| O16   | São Paulo diretamente classificado às oitavas-de-final | São Paulo diretamente classificado às oitavas-de-final | São Paulo diretamente classificado às oitavas-de-final | São Paulo diretamente classificado às oitavas-de-final | São Paulo diretamente classificado às oitavas-de-final |

## Fase final
|  | Oitavas de final               | Oitavas de final               | Oitavas de final               | Oitavas de final               |   |             | Quartas de final              | Quartas de final              | Quartas de final              | Quartas de final              |  |           | Semifinais          | Semifinais          | Semifinais          | Semifinais          |             |   | Final              | Final              | Final              | Final              |
|  | 18 de setembro a 24 de outubro | 18 de setembro a 24 de outubro | 18 de setembro a 24 de outubro | 18 de setembro a 24 de outubro |   |             | 29 de outubro a 7 de novembro | 29 de outubro a 7 de novembro | 29 de outubro a 7 de novembro | 29 de outubro a 7 de novembro |  |           | 20 a 28 de novembro | 20 a 28 de novembro | 20 a 28 de novembro | 20 a 28 de novembro |             |   | 4 e 11 de dezembro | 4 e 11 de dezembro | 4 e 11 de dezembro | 4 e 11 de dezembro |
|  |                                |                                |                                |                                |   |             |                               |                               |                               |                               |  |           |                     |                     |                     |                     |             |   |                    |                    |                    |                    |
|  | São Paulo                      | 1                              | 4                              | 5                              |   |             |                               |                               |                               |                               |  |           |                     |                     |                     |                     |             |   |                    |                    |                    |                    |
|  | Universidad Católica           | 1                              | 3                              | 4                              |   |             |                               |                               |                               |                               |  |           |                     |                     |                     |                     |             |   |                    |                    |                    |                    |
|  | Universidad Católica           | 1                              | 3                              | 4                              |   | São Paulo   | 3                             | 0                             | 3                             |                               |  |           |                     |                     |                     |                     |             |   |                    |                    |                    |                    |
|  |                                |                                |                                |                                |   | São Paulo   | 3                             | 0                             | 3                             |                               |  |           |                     |                     |                     |                     |             |   |                    |                    |                    |                    |
|  |                                | Atlético Nacional              | 2                              | 0                              | 2 |             |                               |                               |                               |                               |  |           |                     |                     |                     |                     |             |   |                    |                    |                    |                    |
|  | Atlético Nacional (pen)        | Atlético Nacional              | 2                              | 0                              | 2 | 1           | 0                             | 1 (4)                         |                               |                               |  |           |                     |                     |                     |                     |             |   |                    |                    |                    |                    |
|  | Atlético Nacional (pen)        |                                |                                |                                |   | 1           | 0                             | 1 (4)                         |                               |                               |  |           |                     |                     |                     |                     |             |   |                    |                    |                    |                    |
|  | Bahia                          | 0                              | 1                              | 1 (3)                          |   |             |                               |                               |                               |                               |  |           |                     |                     |                     |                     |             |   |                    |                    |                    |                    |
|  | Bahia                          | 0                              | 1                              | 1 (3)                          |   |             |                               |                               |                               |                               |  | São Paulo | 1                   | 1                   | 2                   |                     |             |   |                    |                    |                    |                    |
|  |                                |                                |                                |                                |   |             |                               |                               |                               |                               |  | São Paulo | 1                   | 1                   | 2                   |                     |             |   |                    |                    |                    |                    |
|  |                                | Ponte Preta                    | 3                              | 1                              | 4 |             |                               |                               |                               |                               |  |           |                     |                     |                     |                     |             |   |                    |                    |                    |                    |
|  | Ponte Preta                    | Ponte Preta                    | 3                              | 1                              | 4 | 2           | 0                             | 2                             |                               |                               |  |           |                     |                     |                     |                     |             |   |                    |                    |                    |                    |
|  | Ponte Preta                    |                                |                                |                                |   | 2           | 0                             | 2                             |                               |                               |  |           |                     |                     |                     |                     |             |   |                    |                    |                    |                    |
|  | Deportivo Pasto                | 0                              | 1                              | 1                              |   |             |                               |                               |                               |                               |  |           |                     |                     |                     |                     |             |   |                    |                    |                    |                    |
|  | Deportivo Pasto                | 0                              | 1                              | 1                              |   | Ponte Preta | 0                             | 2                             | 2                             |                               |  |           |                     |                     |                     |                     |             |   |                    |                    |                    |                    |
|  |                                |                                |                                |                                |   | Ponte Preta | 0                             | 2                             | 2                             |                               |  |           |                     |                     |                     |                     |             |   |                    |                    |                    |                    |
|  |                                | Vélez Sarsfield                | 0                              | 0                              | 0 |             |                               |                               |                               |                               |  |           |                     |                     |                     |                     |             |   |                    |                    |                    |                    |
|  | La Equidad                     | Vélez Sarsfield                | 0                              | 0                              | 0 | 1           | 1                             | 2                             |                               |                               |  |           |                     |                     |                     |                     |             |   |                    |                    |                    |                    |
|  | La Equidad                     |                                |                                |                                |   | 1           | 1                             | 2                             |                               |                               |  |           |                     |                     |                     |                     |             |   |                    |                    |                    |                    |
|  | Vélez Sarsfield                | 2                              | 2                              | 4                              |   |             |                               |                               |                               |                               |  |           |                     |                     |                     |                     |             |   |                    |                    |                    |                    |
|  | Vélez Sarsfield                | 2                              | 2                              | 4                              |   |             |                               |                               |                               |                               |  |           |                     |                     |                     |                     | Ponte Preta | 1 | 0                  | 1                  |                    |                    |
|  |                                |                                |                                |                                |   |             |                               |                               |                               |                               |  |           |                     |                     |                     |                     |             | 1 | 0                  | 1                  |                    |                    |
|  |                                | Lanús                          | 1                              | 2                              | 3 |             |                               |                               |                               |                               |  |           |                     |                     |                     |                     |             |   |                    |                    |                    |                    |
|  | Libertad                       | Lanús                          | 1                              | 2                              | 3 | 2           | 2                             | 4                             |                               |                               |  |           |                     |                     |                     |                     |             |   |                    |                    |                    |                    |
|  | Libertad                       |                                |                                |                                |   | 2           | 2                             | 4                             |                               |                               |  |           |                     |                     |                     |                     |             |   |                    |                    |                    |                    |
|  | Sport                          | 0                              | 1                              | 1                              |   |             |                               |                               |                               |                               |  |           |                     |                     |                     |                     |             |   |                    |                    |                    |                    |
|  | Sport                          | 0                              | 1                              | 1                              |   | Libertad    | 2                             | 0                             | 2                             |                               |  |           |                     |                     |                     |                     |             |   |                    |                    |                    |                    |
|  |                                |                                |                                |                                |   | Libertad    | 2                             | 0                             | 2                             |                               |  |           |                     |                     |                     |                     |             |   |                    |                    |                    |                    |
|  |                                | Águilas Doradas                | 0                              | 1                              | 1 |             |                               |                               |                               |                               |  |           |                     |                     |                     |                     |             |   |                    |                    |                    |                    |
|  | Coritiba                       | Águilas Doradas                | 0                              | 1                              | 1 | 0           | 1                             | 1                             |                               |                               |  |           |                     |                     |                     |                     |             |   |                    |                    |                    |                    |
|  | Coritiba                       |                                |                                |                                |   | 0           | 1                             | 1                             |                               |                               |  |           |                     |                     |                     |                     |             |   |                    |                    |                    |                    |
|  | Águilas Doradas                | 1                              | 2                              | 3                              |   |             |                               |                               |                               |                               |  |           |                     |                     |                     |                     |             |   |                    |                    |                    |                    |
|  | Águilas Doradas                | 1                              | 2                              | 3                              |   |             |                               |                               |                               |                               |  | Libertad  | 1                   | 1                   | 2                   |                     |             |   |                    |                    |                    |                    |
|  |                                |                                |                                |                                |   |             |                               |                               |                               |                               |  | Libertad  | 1                   | 1                   | 2                   |                     |             |   |                    |                    |                    |                    |
|  |                                | Lanús                          | 2                              | 2                              | 4 |             |                               |                               |                               |                               |  |           |                     |                     |                     |                     |             |   |                    |                    |                    |                    |
|  | Lanús                          | Lanús                          | 2                              | 2                              | 4 | 4           | 0                             | 4                             |                               |                               |  |           |                     |                     |                     |                     |             |   |                    |                    |                    |                    |
|  | Lanús                          |                                |                                |                                |   | 4           | 0                             | 4                             |                               |                               |  |           |                     |                     |                     |                     |             |   |                    |                    |                    |                    |
|  | Universidad de Chile           | 0                              | 1                              | 1                              |   |             |                               |                               |                               |                               |  |           |                     |                     |                     |                     |             |   |                    |                    |                    |                    |
|  | Universidad de Chile           | 0                              | 1                              | 1                              |   | Lanús       | 0                             | 3                             | 3                             |                               |  |           |                     |                     |                     |                     |             |   |                    |                    |                    |                    |
|  |                                |                                |                                |                                |   | Lanús       | 0                             | 3                             | 3                             |                               |  |           |                     |                     |                     |                     |             |   |                    |                    |                    |                    |
|  |                                | River Plate                    | 0                              | 1                              | 1 |             |                               |                               |                               |                               |  |           |                     |                     |                     |                     |             |   |                    |                    |                    |                    |
|  | LDU Loja                       | River Plate                    | 0                              | 1                              | 1 | 2           | 0                             | 2                             |                               |                               |  |           |                     |                     |                     |                     |             |   |                    |                    |                    |                    |
|  | LDU Loja                       |                                |                                |                                |   | 2           | 0                             | 2                             |                               |                               |  |           |                     |                     |                     |                     |             |   |                    |                    |                    |                    |
|  | River Plate                    | 1                              | 2                              | 3                              |   |             |                               |                               |                               |                               |  |           |                     |                     |                     |                     |             |   |                    |                    |                    |                    |

- Nota: Os cruzamentos foram invertidos em relação ao original devido a regra que obriga dois clubes do mesmo país terem que se enfrentar obrigatoriamente nas semifinais.

### Final
Jogo de ida
| 4 de dezembro | Ponte Preta        | 1 – 1     | Lanús     | Estádio do Pacaembu, São Paulo               |
| 21:50 (UTC-2) | Fellipe Bastos 78' | Relatório | Goltz 57' | Público: 28 224 Árbitro: URU Roberto Silvera |

Jogo de volta
| 11 de dezembro | Lanús                    | 2 – 0     | Ponte Preta | Estádio La Fortaleza, Lanús                |
| 20:50 (UTC-3)  | Ayala 24' · Blanco 45+2' | Relatório |             | Público: 41 700 Árbitro: CHI Enrique Osses |

## Premiação
| Copa Sul-Americana de 2013 |
| Argentina                  |
| -------------------------- |
| Lanús Campeão (1º título)  |

## Artilharia
| 5 gols (1) - Enner Valencia (Emelec) 4 gols (2) - Charles Aránguiz (Universidad de Chile) - Isaac Díaz (Universidad de Chile) 3 gols (7) - Brian Montenegro (Libertad) - Jorge Daniel González (Libertad) - Lucas Melano (Lanús) - Nicolás Castillo (Universidad Católica) - Paolo Goltz (Lanús) - Richard Blanco (Mineros de Guayana) - Santiago Silva (Lanús) 2 gols (29) - Aloísio (São Paulo) - Antônio Carlos (São Paulo) - Carlos Izquierdoz (Lanús) - Cristián Álvarez (Universidad Católica) - Diego González (Lanús) - Federico Santander (Guaraní) - Fellipe Bastos (Ponte Preta) - Fernando Cordero (Universidad Católica) - Fernando Guerrero (Independiente José Terán) - Gustavo Gómez (Libertad) - Ismael Sosa (Universidad Católica) - Javier Toledo (Colo-Colo) - Jhon Valoy (Atlético Nacional) - Jorge Aguirre (Itagüí Ditaires) - José Alcides Moreno (La Equidad) - Julián Lalinde (Deportivo Pasto) - Leonardo (Ponte Preta) - Lucas Pratto (Vélez Sársfield) - Luís Fabiano (São Paulo) - Luis Enrique Quiñónes (Itagüí Ditaires) - Matías Jadue (Universidad Católica) - Mauricio Mina (Deportivo Pasto) - Michael Santos (River Plate-URU) - Nicolás Palacios (Deportivo Pasto) - Sebastián Taborda (River Plate-URU) - Teófilo Gutiérrez (River Plate) - Uendel (Ponte Preta) - Víctor Ayala (Lanús) - Víctor Cortés (Itagüí Ditaires) 1 gol (92) - Ademilson (São Paulo) - Ailson (Sport) - Ángel Chourio (Mineros de Guayana) - Ángel Mena (Emelec) | 1 gol (continuação) - Ariel Cabral (Vélez Sársfield) - Armando Solís (Independiente José Terán) - Armando Wila (LDU Loja) - Braynner García (Itagüí Ditaires) - Bruno Moraes (Portuguesa) - César (Ponte Preta) - Chiquinho (Ponte Preta) - Cristian Techera (River Plate-URU) - Derlis González (Guaraní) - Diego Cabrera (Itagüí Ditaires) - Dixon Arroyo (LDU Loja) - Edgar Giménez (Mineros de Guayana) - Elias (Ponte Preta) - Elicarlos (Náutico) - Elkin Calle (Atlético Nacional) - Ezequiel Rescaldani (Vélez Sársfield) - Fabián Benítez (Colo-Colo) - Fábio Renato (LDU Loja) - Fabrício (Vitória) - Federico Rodríguez (Montevideo Wanderers) - Felipe Azevedo (Sport) - Fernando Bob (Ponte Preta) - Fernando Giménez (Emelec) - Fernando Meneses (Universidad Católica) - Fernando Uribe (Atlético Nacional) - Ganso (São Paulo) - Gastón Lezcano (Cobreloa) - Gustavo Bolívar (Itagüí) - Gustavo Lorenzetti (Universidad de Chile) - Hélder (Bahia) - Henry León (Independiente José Terán) - Hugo Bargas (Oriente Petrolero) - Hugo Droguett (Cobreloa) - Ismael Blanco (Lanús) - Iván Zerda (Real Potosí) - Jádson (São Paulo) - Jair Reinoso (The Strongest) - Jefferson Duque (Atlético Nacional) - João Vitor (Criciúma) - John Restrepo (Itagüí Ditaires) - Jonathan Chávez (Cobreloa) - Jonathan Maidana (River Plate) - Jonny Uchuari (LDU Loja) - Jorge Benitez (Guaraní) - Jorge Recalde (Libertad) - José Torrealba (Deportivo Lara) - Juan David Valencia (Atlético Nacional) - Juan Manuel Olivera (Náutico) | 1 gol (continuação) - Juan Pablo Ángel (Atlético Nacional) - Júlio César (Coritiba) - Junior Viza (Juan Aurich) - Lautaro Acosta (Lanús) - Luciano Civelli (Universidad de Chile) - Luis Cabral (Atlético Nacional) - Luis Caicedo (Barcelona SC) - Luis Carlos Murillo (Deportivo Pasto) - Manuel Lanzini (River Plate) - Marcos Caicedo (Emelec) - Matias Corujo (Cerro Porteño) - Mauro Zárate (Vélez Sársfield) - Maximiliano Andrada (Real Potosí) - Michael Arroyo (Barcelona SC) - Miguel Samudio (Libertad) - Miller Bolaños (Emelec) - Milovan Mirosevic (Universidad Católica) - Nicolás Bubas (Real Potosí) - Obina (Bahia) - Óscar Gamarra (Melgar) - Osmar Ferreyra (River Plate) - Osmar Molinas (Libertad) - Patric (Sport) - Pedro Benítez (Libertad) - Pedro Larrea (LDU Loja) - Rafael Farfán (Sport Huancayo) - Roberto Ovelar (Juan Aurich) - Rodrigo Rojas (Universidad de Chile) - Santiago Barboza (LDU Loja) - Sergio Aquino (Libertad) - Sherman Cárdenas (Atlético Nacional) - Silvio Romero (Lanús) - Silvio Torales (Nacional-PAR) - Stalin Motta (La Equidad) - Valentín Viola (Racing) - Wallyson (Bahia) - Welliton (São Paulo) - Wílmer Díaz (La Equidad) - Yessy Mena (Itagüí Ditaires) - Ysrael Zúñiga (Melgar) Gols contra (6) - Antônio Carlos (São Paulo, para a Ponte Preta) - Diones (Bahia, para o Atlético Nacional) - Javier López (Itagüí Ditaires, para o Coritiba) - Juan Sabia (Vélez Sarsfield, para o Belgrano) - Martín Díaz (Montevideo Wanderers, para o Libertad) - Yonni Hinestroza (La Equidad, para o Vélez Sársfield) |

## Maiores públicos
Esses são os dez maiores públicos do campeonato:[carece de fontes?]
| Nº | Público[i] | Mandante             | Placar | Visitante   | Estádio             | Data           | Rodada        | Ref.   |
| -- | ---------- | -------------------- | ------ | ----------- | ------------------- | -------------- | ------------- | ------ |
| 1  | 53 302     | São Paulo            | 1–3    | Ponte Preta | Morumbi             | 20 de novembro | Semifinal     | [ 10 ] |
| 2  | 43 168     | Atlético Nacional    | 0–0    | São Paulo   | Atanasio Girardot   | 6 de novembro  | Quartas       | [ 11 ] |
| 3  | 41 700     | Lanús                | 2–0    | Ponte Preta | La Fortaleza        | 11 de dezembro | Final         | [ 12 ] |
| 4  | 38 928     | River Plate          | 1–3    | Lanús       | Monumental de Núñez | 6 de novembro  | Quartas       |        |
| 5  | 36 228     | Universidad de Chile | 1–0    | Lanús       | Nacional de Chile   | 25 de setembro | Oitavas       |        |
| 6  | 34 201     | River Plate          | 2–0    | LDU Loja    | Monumental de Núñez | 26 de setembro | Oitavas       | [ 13 ] |
| 7  | 33 500     | Lanús                | 2–1    | Libertad    | La Fortaleza        | 11 de dezembro | Semifinal     | [ 14 ] |
| 8  | 32 951     | Lanús                | 0–0    | River Plate | La Fortaleza        | 29 de outubro  | Quartas       |        |
| 9  | 31 718     | River Plate          | 0–0    | San Lorenzo | Monumental de Núñez | 5 de setembro  | Segunda fase  |        |
| 10 | 30 452     | Peñarol              | 0–2    | Cobreloa    | Centenario          | 8 de agosto    | Primeira fase |        |

- i. ^ Considera-se apenas o público pagante